# Nicolás Tagliani
Nicolás Martin Tagliani (Argentina, 30 de enero de 1975) es un exfutbolista argentino. Jugaba de delantero y formó parte de varios clubes del mundo.

## Trayectoria
Comenzó su carrera en las divisiones inferiores de Estudiantes de la Plata, Subiendo al primer equipo el año 1996 y cambiando de equipo el año 1998 a Quilmes Atlético Club en la B Nacional. Juega una temporada en el equipo SR Delémont de Suiza entre 1999 y 2000.
Después se marcha al fútbol chileno, en donde juega en Palestino y Cobreloa, este último club, es en donde no tiene buenos recuerdos, al ser echado del club, por sacarse la camiseta y tirarla al piso, al ir perdiendo por 3-0 con Huachipato. Posteriormente ficha en Colo-Colo, pero no obtiene buenos resultados, siendo despedido del club luego de que fuera sorprendido ebrio con su compañero Vicente Principiano.
Luego pasó por el Alianza Lima donde jugó la Copa Libertadores 2003 y la Copa Sudamericana 2003, haciendo dupla con Jefferson Farfán. Uno de sus partidos recordados fue cuando en la Libertadores 2003, en Paraguay, frente al Olimpia anotó el gol del triunfo de tiro libre en el último minuto del partido.
Después solo ha tenido pasos fugaces por distintos clubes, hasta llegar al Deportes Temuco, del mediático, mítico y legendario DT Eduardo Bonvallet y descender a tercera división, primera vez en la historia del club. También tuvo un incidente con un hincha, a quién agredió a golpes luego de que este lo criticara tras un entrenamiento.
Luego de un breve paso por el fútbol de Italia, se radicó en Bariloche, Argentina y militó en Estudiantes Unidos de Bariloche.Hoy en día, Nicolás se encuentra retirado del fútbol profesional, y reside en San Carlos de Bariloche, provincia de Río Negro, Argentina. En la actualidad, se desempeña como representante de jugadores de futbol.

## Clubes
| Club                            | País      | Año       |
| ------------------------------- | --------- | --------- |
| Estudiantes de la Plata         | Argentina | 1996-1998 |
| Quilmes Atlético Club           | Argentina | 1998-1999 |
| SR Delémont                     | Suiza     | 1999      |
| Palestino                       | Chile     | 2000      |
| Cobreloa                        | Chile     | 2001      |
| Colo-Colo                       | Chile     | 2002      |
| Alianza Lima                    | Perú      | 2003      |
| Jorge Wilstermann               | Bolivia   | 2003      |
| Unión Atlético Maracaibo        | Venezuela | 2004      |
| Real Cartagena                  | Colombia  | 2005      |
| Aris Salónica FC                | Grecia    | 2005-2006 |
| Latina Calcio                   | Italia    | 2006      |
| FC Vado                         | Italia    | 2007      |
| Deportes Temuco                 | Chile     | 2007      |
| Tavolara Calcio                 | Italia    | 2008-2009 |
| Estudiantes Unidos de Bariloche | Argentina | 2009      |

## Palmarés

### Campeonatos nacionales
| Título           | Club         | País      | Año       |
| ---------------- | ------------ | --------- | --------- |
| Torneo Clausura  | Colo-Colo    | Chile     | 2002      |
| Primera División | Alianza Lima | Perú      | 2003      |
| Primera División | UA Maracaibo | Venezuela | 2004/2005 |